# Mercè Climent i Pascual
Mercè Climent i de Padilla o Mercè Climent Pascual (Barcelona, 12 d'abril de 1880 - abril de 1963) casada amb el pintor Rafael Martínez Padilla, fou una mestra catalana vinculada a l'Escola Montessori de Barcelona.
Era filla d'Eusebi Climent i Viñolas mestre d'obres funcionari municipal natural de Barcelona mort al 1917 i d'Elvira Pascual i Rancé natural de La Seu d'Urgell.
La trajectòria de Mercè Climent i Pascual està estretament lligada a l'escola Montessori municipal de Barcelona, ubicada al carrer Tapineria, i que posteriorment es traslladà al carrer Ataülf. Durant una vintena anys, els que van del 1915 el 1936, Mercè Climent en fou sempre la directora. El 1914, la Diputació i els Ajuntaments de Barcelona i de Lleida van pensionar set mestres pe a assistir al Segon Curs Internacional que la doctora Montessori realitzava a Roma sobre la seva metodologia. Entre les mestres pensionades hi havia Mercè Climent i altres com Celestina Vigneaux, Dolors Canals, etc. A la tornada, a la Primera Escola d'Estiu d'aquell mateix any, es va organitzar un curs teoricopràctic sobre el Mètode de la doctora Montessori aplicat a les «Cases de Nens» que va ser dirigit per Joan Palau i Vera, amb la col·laboració d'algunes mestres que havien estat a Roma, entre elles, Mercè Climent. La seva conferència tractà el tema de «L'autoeducació, basada en l'atenció i disciplina espontània», un tema central en la pedagogia montessoriana. L'any següent, s'inaugurà la primera escola montessoriana patrocinada per l'Ajuntament de Barcelona al carrer de la Tapineria sota la direcció de Mercè Climent.
Per a Alexandre Galí, «la senyora Climent va dur la seva escola dins l'ortodòxia del mètode sense fer gaire soroll, la qual cosa no vol dir que no resolgués la seva tasca amb intel·ligència i distinció dins el barri modest en què funcionava la institució». Manuel Anaud, per la seva banda, en criticà en un document municipal l'excessiva «fanatització de les dues directores» (referint-se a Dolors Canals i a Mercè Climent). Ainaud dubtava que l'alumnat educat exclusivament en el mètode montessorià pogués avançar correctament en les etapes i escoles posteriors. També en criticava l'excessiva ortodòxia pel que fa a l'ús dels materials i de les normes montessorianes. L'any 1920, l'escola es traslladà a un antic palauet del carrer Ataülf, que després esdevindrà el Parvulari Baixeras. I el 1922, amb la posada en marxa del Patronat Escolar de l'Ajuntament de Barcelona, aquest dotava de material i ampliava les places escolars de l'escola montessoriana. Hi ha constància que al març de 1934, l'associació d‘ex alumnes de l'escola municipal Montessori, va oferir a Mercè Climent un vi d'honor i li regalaren una ploma com a reconeixement a la seva tasca de directora. I que l'escola encara funcionava el 1936.
És conegut que Maria Aurèlia Capmany es va iniciar acadèmicament a l'escola de Mercè Climent del carrer Tapineria: «Si entro al Museu Marès no em costa gens de veure-hi la meva escola, on arribava quan encara no havia fet els tres anys. Ja no en queda res de l'escola de donya Mercè Climent, ni les olors, ni les parets, ni la forma del pati, però jo sé que allí va començar el meu aprenentatge (...), allí va començar la meva vida pública». La Capmany explica a Mala Memòria que l'escola «tenia aquell aire casolà que han tingut a la nostra ciutat moltes escoles privades, car donya Mercè vivia a la mateixa escola, amb el seu marit que era pintor i un fill que probablement era un noi jove però que a mi em semblava tan gran com el pare». L'escriptora donaria raó a Manuel Ainaud en el fet que quan la mestra Mercè Climent va descobrir que la petita M. Aurèlia Capmany ja llegia frases senceres, ho va trobar una desconsideració envers el mètode, que seguia un ritme més lent. Tanmateix, la va deixar tirar endavant i saltar-se alguns passos montessorians.